# Patra
Patra či Patras (novořecky Πάτρα, Pátra; starořecky Πάτραι, Pátrai; latinsky Patras; počeštěně Patry) je třetí největší město v Řecku, významný přístav v Patraském zálivu, středisko kraje Západní Řecko a regionální jednotky Achaia na severním Peloponésu. Leží 215 km západně od Athén, na úpatí masivu Panachaiko. K roku 2011 žilo v obci Patra 213 984 obyvatel, což činí více než dvě třetiny z regionální jednotky Achaia a téměř třetinu z celého kraje Západní Řecko.

## Členění obce a obecních jednotek
Obec Patra od roku 2011 zahrnuje 5 obecních jednotek. Více než čtyři pětiny obyvatel žije v obecní jednotce Patra. V závorkách je uveden počet obyvatel obecních jednotek a komunit.
- Obecní jednotka Messatida (13852)  –  komunity: Kallithea (837), Krini (1347), Krystallovrysi (11), Ovrya (6308), Petroto (639), Saravali (4202), Thea (508).
- Obecní jednotka Paralia (9987)  –  komunity: Mintilogli (2363), Paralia (6336), Roitika (1288).
- Obecní jednotka Patra (171484)  –  komunity: Elekistra (1538), Moira (65), Souli (847), Patra (169034).
- Obecní jednotka Rio (14034)  –  komunity: Agios Vasileios (2662), Aktaio (1494), Ano Kastritsi (832), Arachovitika (902), Argyra (288), Drepano (541), Kato Kastritsi (1046), Pititsa (26), Platani (481), Psathopyrgos (796), Rio (4664), Sella (302).
- Obecní jednotka Vrachnaiika (4627)  –  komunity: Kaminia (716), Monodendri (721), Theriano (133), Tsoukalaiika (393), Vrachnaiika (2664).

### Členění komunity
- Komunita Patra se skládá z vlastního města Patra (168034) a vesnic Mpalas (264), Skioessa (626) a Charadron (110).

## Geografie
Město je rozděleno na dolní (Kato Poli) a horní (Ano Poli) část. Obě části jsou spojeny schodištěm. Ve městě se do moře vlévá řeka Glafkos na níž je vodní elektrárna s přehradou. V seismicky neklidné oblasti zde bývají občasná zemětřesení. Poslední větší otřesy o síle 6,2 stupňů Richterovy stupnice nastaly 15. června 1995 a ve městě poničily několik budov.

## Historie

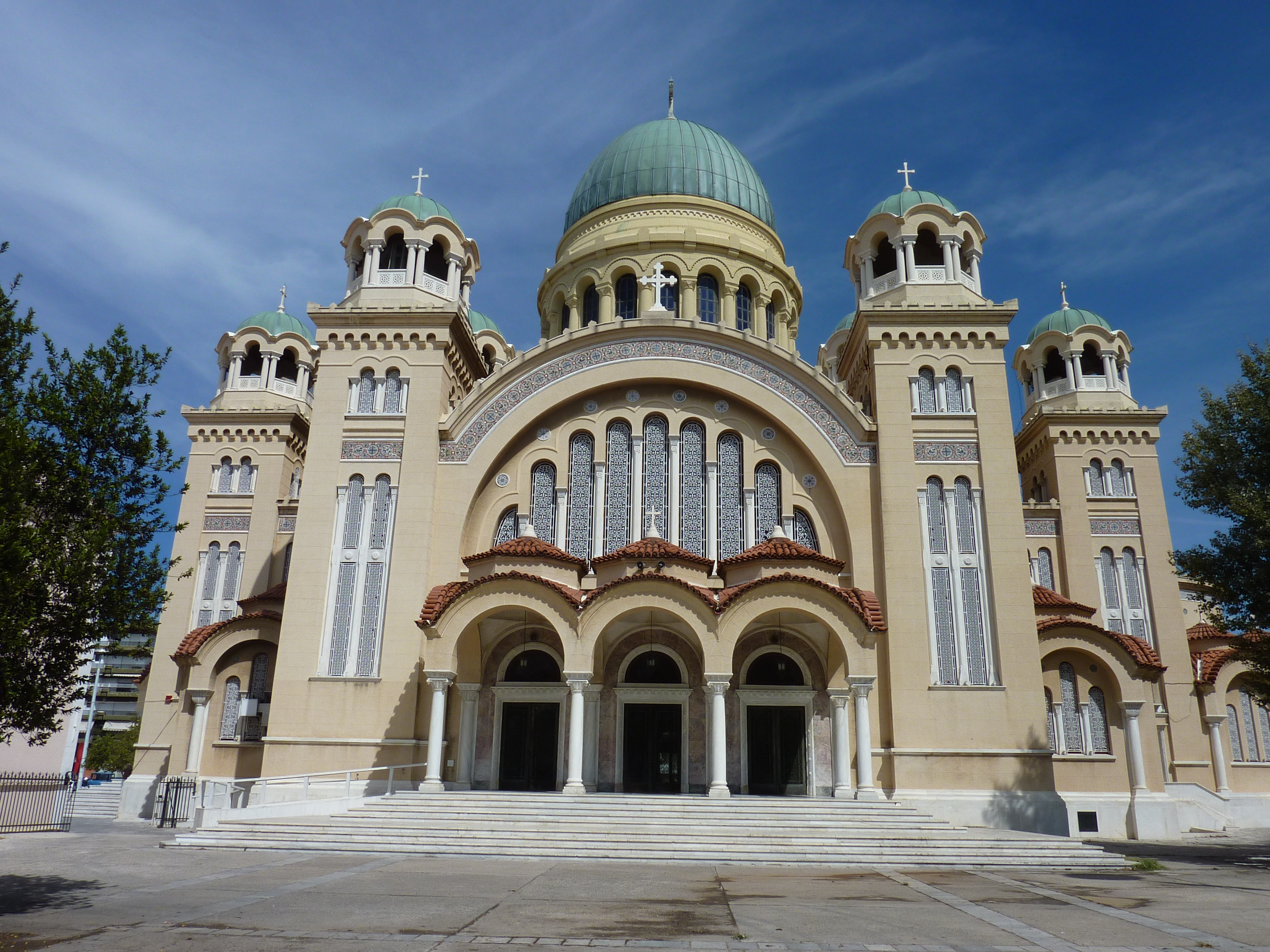
Bazilika sv. Ondřeje

Město bylo založeno již ve starověku a patřilo mezi 12 měst Achajského spolku, který byl ve 3. století př. n. l. v opozici zejména vůči Makedonii. Spolek zanikl po porážce Římany roku 146 př. n. l. a Patry se staly jedním z největších měst provincie Achaea a konkuroval jejímu středisku Korintu.
Podle legendy zde byl kolem roku 60 n. l. ukřižován apoštol Ondřej. Město se následně stalo arcibiskupstvím a epicentrem christianizace. Část ostatků svatého Ondřeje je dnes opět v Pátrách; je mu zde zasvěcena veliká pravoslavná bazilika, dominantní stavba ve městě, zbudovaná v letech 1908–1974.
Od roku 1207 spadalo město pod křižácké Achájské knížectví, posléze se dostalo do rukou Benátčanů a roku 1458 je dobyl sultán Mehmed II. a přičlenil k Osmanské říši.
Město bylo jedno z prvních řeckých měst, ve kterých vypukla Řecká revoluce v roce 1821. Od Turků bylo osvobozeno francouzskou armádou 7. října 1828. Začalo se rychle rozvíjet především díky přístavu, přes který byly exportovány zemědělské produkty Peloponésu. Počátkem 20. století se zde jako první v Řecku používaly tramvaje. První světová válka zbrzdila rozvoj města a to se muselo potýkat s nekontrolovatelným přílivem uprchlíků z Malé Asie. Za druhé světové války bylo cílem italských náletů.
V roce 2006 byly Patry Evropským městem kultury. V tomto roce mělo být otevřeno nové archeologické museum (co do rozsahu sbírek druhé největší v Řecku), jehož zprovoznění se nakonec opozdilo o tři roky. Každoročně zde probíhá jeden z nejmohutnějších karnevalů v Evropě.

## Hospodářství a doprava
Na východním okraji města byl v roce 2004 zbudován silniční most Rio-Antirio o délce 2880 m, který spojuje Peloponés se západořeckou pevninou. Je zde také stanice úzkorozchodné železnice, která je postupně přebudovávána na normální rozchod.
Pro hospodářství je důležitý zdejší přístav. Letiště Araxos, vzdálené 40 km, je využíváno spíše pro charterové lety.

## Partnerská města
- Ancona, Itálie
- Banja Luka, Bosna a Hercegovina
- Bari, Itálie
- Bydgoszcz, Polsko
- Canterbury, Velká Británie
- Gjirokastër, Albánie
- Kišiněv, Moldavsko
- Limassol, Kypr
- Reggio Calabria, Itálie
- Saint-Étienne, Francie